# Grotta di Monte Majore
La grotta di Monte Majore (Sa Korona di Monte Majore in sardo) si apre nei calcari miocenici, presso l'omonimo monte, raggiungibile tramite la strada che da Ittiri porta a Romana. È sul versante orientale del monte, a circa 540 m s.l.m.
Caratterizzata da un ampio ingresso, presenta nel tratto iniziale una breve e facile discenderia costituita da vari muretti a secco. Superato il tratto, si accede ad un unico ampio salone, che in parte ricopre tutto lo sviluppo della cavità. Lo sviluppo totale è di 300 m. Giunti a circa 100 m dall'ingresso si ha un'ulteriore discenderia che porta, sulla sinistra, ad una diramazione con una splendida colata bianca e una polla d'acqua. Da qui si segue un breve cunicolo, che sfocia in un ampio salone a cupola, ricco di pipistrelli. Dalla stessa sala è possibile ricongiungersi con il salone principale, che prosegue per altri 50 m, superando dei pozzetti in cui è possibile vedere, d'inverno, il torrentello che va ad infilarsi nell'inghiottitoio e fuoriesce dentro la grotta. Superati i vari pozzetti si giunge al termine dalla cavità, che chiude con una vasca colma d'acqua. La grotta è totalmente concrezionata, al suo interno è possibile ammirare una grande colonia di circa 5000 pipistrelli di 3 importanti specie.